# DJ Assault

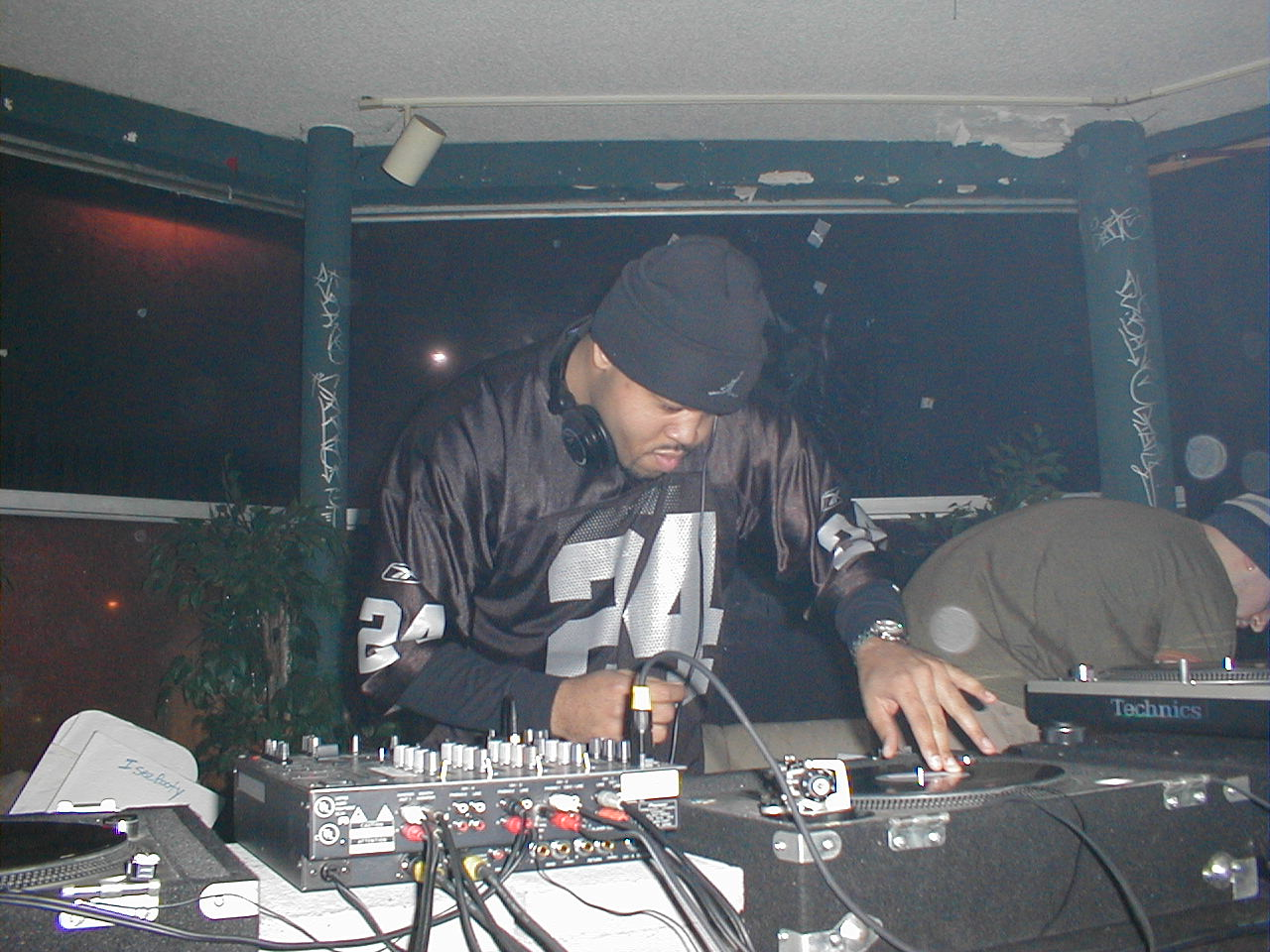
DJ Assault 2003

DJ Assault (* 19. Oktober 1977 in Detroit als Craig De Shan Adams) ist ein Ghetto-Tech- und Hip-Hop-DJ, Produzent und MC. International bekannt wurde er für seinen Track Ass 'N' Titties.
Adams begann sich nach eigenen Angaben bereits 1982 als DJ zu betätigen. Er studierte drei Jahre Marketing an der Clark Atlanta University, brach das Studium aber wieder ab um in Detroit Platten aufzulegen. Sein Erfolg begann, als er in Zusammenarbeit mit dem Produzenten Mr. De' (Ade Mainor) 1996 das Label Electrofunk Records gründete. Sie produzierten bis ins Jahr 2000 eine Serie 12"-Platten unter dem Namen DJ Assault. Stilistisch war er dabei vielfältig, auffallendstes Merkmal seiner Tracks ist, dass diese immer auf hohe Tanzbarkeit ausgelegt sind, oft hohe BPM-Zahlen aufweisen und thematisch meist um die ihn erfolgreich machenden Ass 'N' Titties (engl.: ‚Arsch und Titten‘) kreisen. Andere bekannte Tracks aus dieser Zeit waren Crank this Mutha und Sex on the Beach. Er prägte maßgeblich die Stilmerkmale des Ghetto Tech, einer Mischung aus Stilelementen von HipHop, House, Dance/Techno und Electro. Die Urväter der Dance-Musik kritisierten ihn mehrfach dafür, einfach nur die einfachsten und populärsten Stilmittel der Dance-Musik zusammenzubringen. Seine Straight Up Detroit Shit Mix-CDs wurden aufgrund des hohen „Kultfaktors“ wiederveröffentlicht, in dieser Reihe lösen sich die gemixten Tracks teilweise im 30-Sekunde-Takt ab, so haben die CDs oft stolze 99 Tracks.
DJ Assault legte auf Partys in Deutschland, den Niederlanden, Frankreich, Spanien, Großbritannien, Japan, Australien und in Nordamerika auf.
Im Jahr 2000 zerstritt sich das Produzententeam. Assault betreibt seitdem das Label  Jefferson Avenue, auf dem er weitere 12"-Platten und CDs produziert, Diese enthalten alte Tracks und neue Aufnahmen.